# David S. Ward

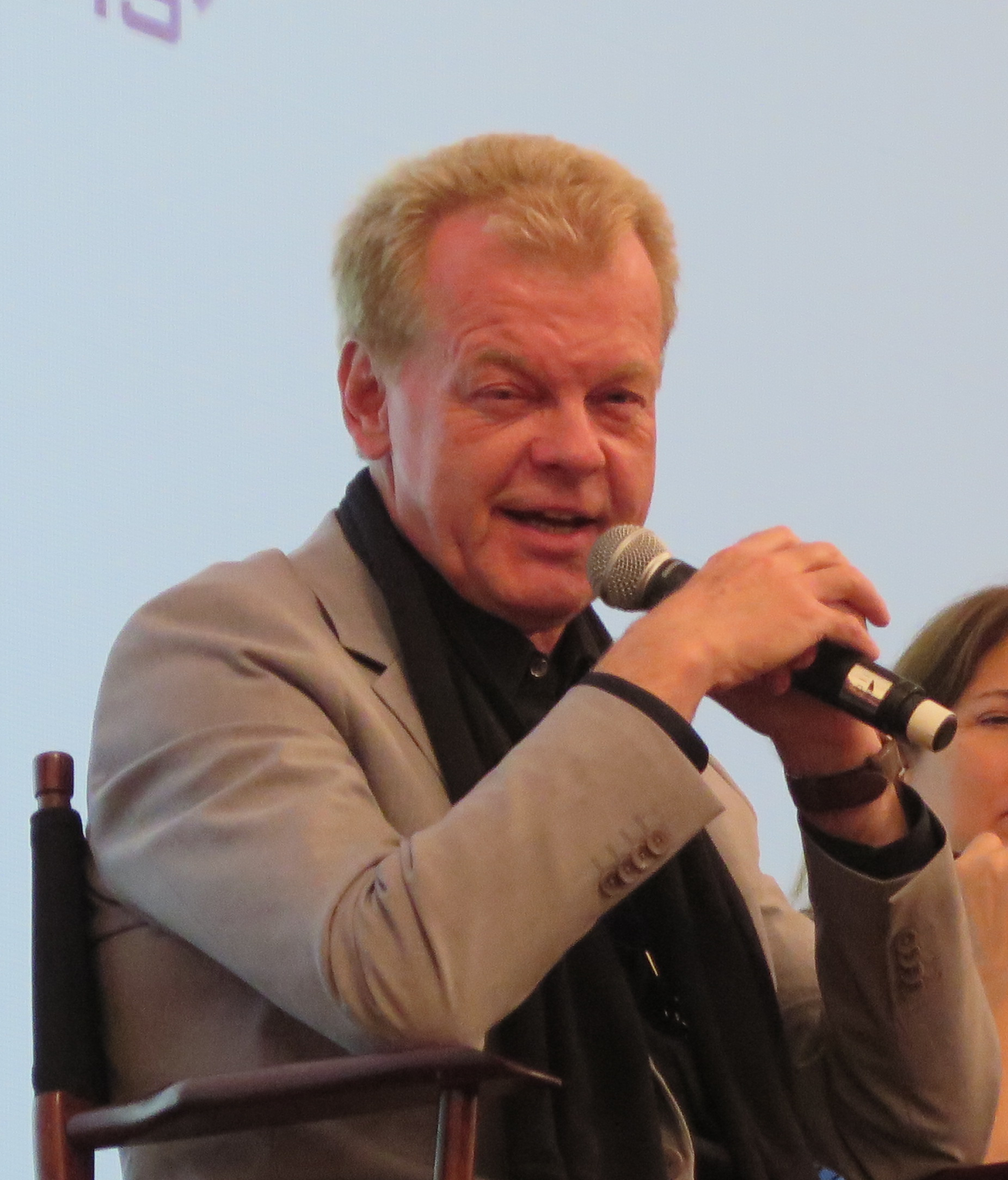
David S. Ward (2014)

David Schad Ward (* 25. Oktober 1945 in Providence, Rhode Island) ist ein US-amerikanischer Regisseur und Drehbuchautor.

## Werdegang
David S. Ward studierte an der UCLA Film School, wo er das Drehbuch zu Ganoven auf Abwegen als Abschlussarbeit schrieb – ein Drehbuch für einen Langfilm, obwohl nur eines für einen 30-, 35-minütigen Kurzfilm erwartet wurde.
Nach seinem Abschluss schrieb er 1973 das Drehbuch zu Der Clou, für das er 1974 im Alter von 29 Jahren einen Oscar gewann. 1986 wurde Ward vom Clou-Star Robert Redford aufgesucht; der ihn bat, das Drehbuch zu Milagro – Der Krieg im Bohnenfeld zu schreiben. 1989 kam mit Die Indianer von Cleveland, zu dem er auch das Drehbuch schrieb, sein Durchbruch als Regisseur.
Auch bei seinen nächsten Filmen King Ralph (1991) und Die Indianer von Cleveland II (1994) übernahm er Drehbuch und Regie. 1993 wurde er dann neben Nora Ephron mit dem Drehbuch zu Schlaflos in Seattle für den Oscar nominiert. Danach wurde es eher ruhig um Ward, der sich 2006 nach sechsjähriger Pause mit Flyboys – Helden der Lüfte als Drehbuchautor zurückmeldete.

## Auszeichnungen
- 1974 gewann er einen Oscar für das beste Drehbuch für Der Clou. Der Clou wurde außerdem für den WGA Award, Edgar und den Golden Globe nominiert.
- 1994 wird sein Drehbuch zu Schlaflos in Seattle für den Oscar, British Academy Film Award und den WGA Award nominiert.

## Filmografie
als Drehbuchautor:
- 1973: Ganoven auf Abwegen (Steelyard Blues) – Regie: Alan Myerson
- 1973: Der Clou (The Sting) – Regie: George Roy Hill
- 1982: Straße der Ölsardinen (Cannery Row) (auch Regie)
- 1983: Zwei ausgekochte Gauner (The Sting II) – Regie: Jeremy Kagan
- 1985: Ein wahrer Jünger seines Herrn (Saving Grace) – Regie: Robert M. Young
- 1988: Milagro – Der Krieg im Bohnenfeld (The Milagro Beanfield War) – Regie: Robert Redford
- 1989: Die Indianer von Cleveland (Major League) (auch Regie)
- 1991: King Ralph (auch Regie)
- 1993: Schlaflos in Seattle (Sleepless in Seattle) – Regie: Nora Ephron
- 1993: The Challenge – Die Herausforderung (The Program) (auch Regie)
- 1994: Die Indianer von Cleveland II (Major League II) (auch Regie)
- 1998: Zweite Liga – Die Indianer von Cleveland sind zurück (Major League: Back to the Minors) – Regie: John Warren
- 1999: The Best Man (auch Regie)
- 2006: Flyboys – Helden der Lüfte – Regie: Tony Bill

als Regisseur:
- 1982: Straße der Ölsardinen (Cannery Row)
- 1989: Die Indianer von Cleveland (Major League)
- 1991: King Ralph
- 1993: The Challenge – Die Herausforderung (The Program)
- 1994: Die Indianer von Cleveland II (Major League II)
- 1996: Mission: Rohr frei! (Down Periscope)
- 1999: The Best Man